# I re magi
I re magi è un album musicale natalizio dal 1981, inciso dal Piccolo Coro dell'Antoniano diretto da Mariele Ventre.

## Tracce
Lato A
1. I Re Magi
2. Papá Natale fa l'autostop
3. Adeste Fideles
4. Ninna nanna irlandese
5. La sassata
6. Giunti i pastori

Lato B
1. Santa notte
2. Nella nativita del Signore
3. Ninna nanna di Brahms
4. Piva piva d'oli d'uliva
5. Auguri, auguri, auguri